# توهولامپی
توهولامْپی (به فنلاندی: Toholampi) یک منطقهٔ مسکونی در فنلاند است که در اوستروبوتنیای مرکزی واقع شده‌است.